# 波士尼亞偽金字塔

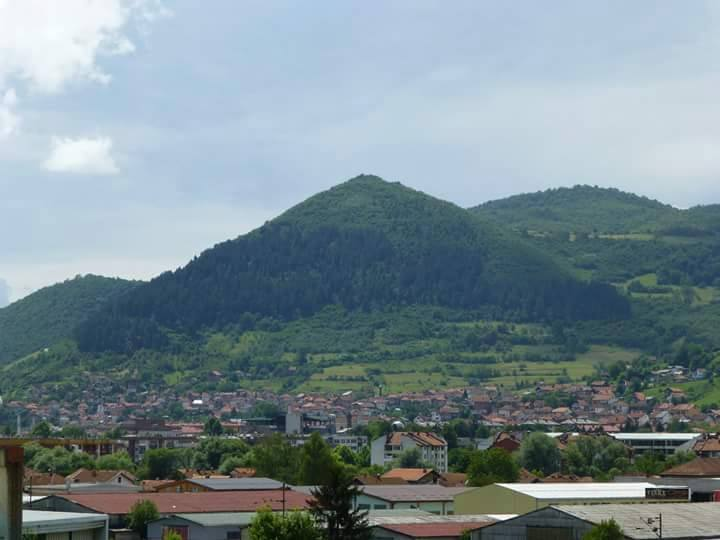
維索契卡山

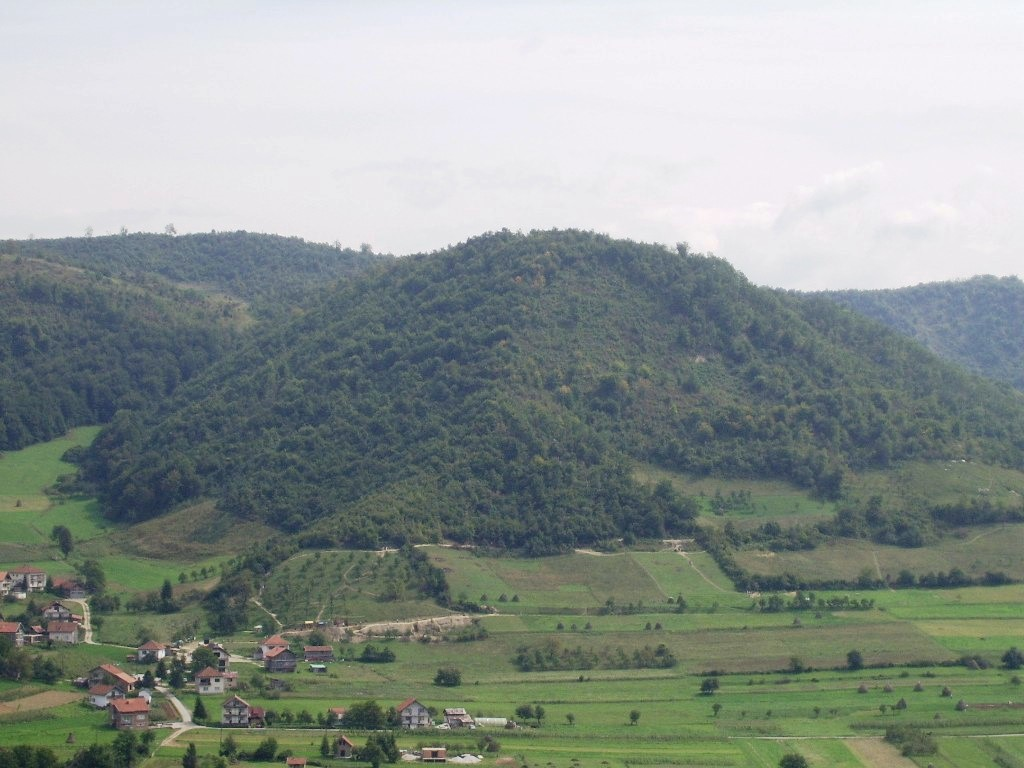
普列舍維察山

波士尼亞金字塔是位於歐洲波士尼亞維索科附近的一群角礫岩山，其中一座山丘名為維索西卡山。於2005年起，一名居於休斯頓的波士尼亞裔美國商人塞米爾·奧斯馬納吉奇將其炒作稱為古代金字塔建築，但被全考古學界強烈否定，並稱擔憂該景點之開發可能會危及附近真正的中世紀古城。

## 炒作
2005年4月，奧斯馬納吉奇開始了對維索西卡山的所謂「考古」。來到波士尼亞的研究團隊聲稱，這些金字塔狀山群可能是由西元前10,000年左右，遷徙到巴爾幹半島西部上的伊利里亞人所興建的，但是其建造時間已經有一萬年之久。金字塔山頂上有一個伊利里亞人部落的定居點，後來成為羅馬人瞭望哨，在中世紀後又被一座波士尼亞城堡給覆蓋。人們在塔頂發現了來自外地的沙岩石板。

### 「太陽金字塔」
奧斯馬納吉奇聲稱四面呈規則的45度斜坡，完美的指向東南西北的維索西卡山，屬於歐洲第一個發現的金字塔史前文明。波士尼亞太陽金字塔它的高度為220米，高過埃及的大金字塔（147米），位於古波士尼亞中心的維索科鎮，是目前世界上最大的金字塔型結構。

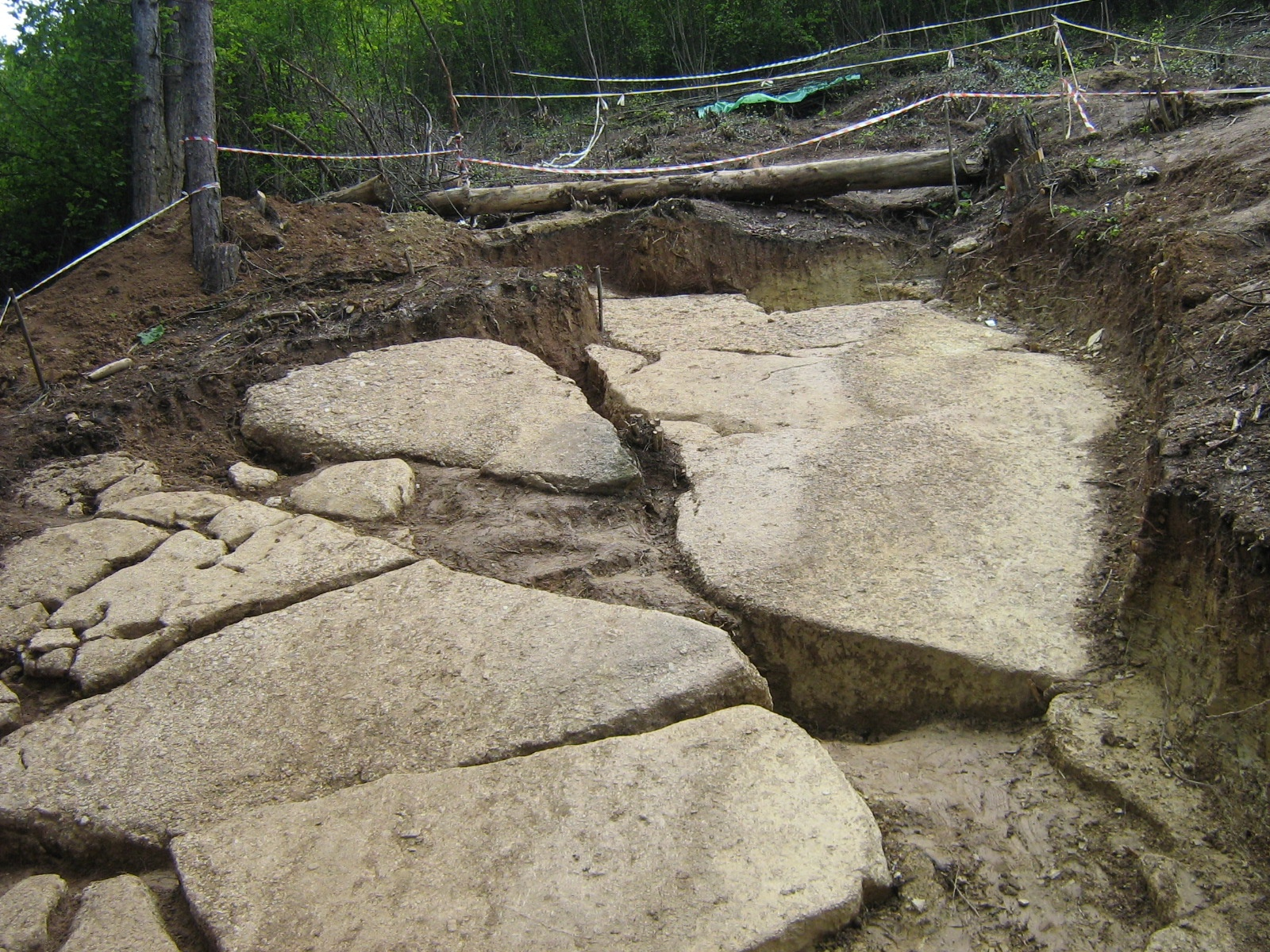
石板下為沉積礫岩。
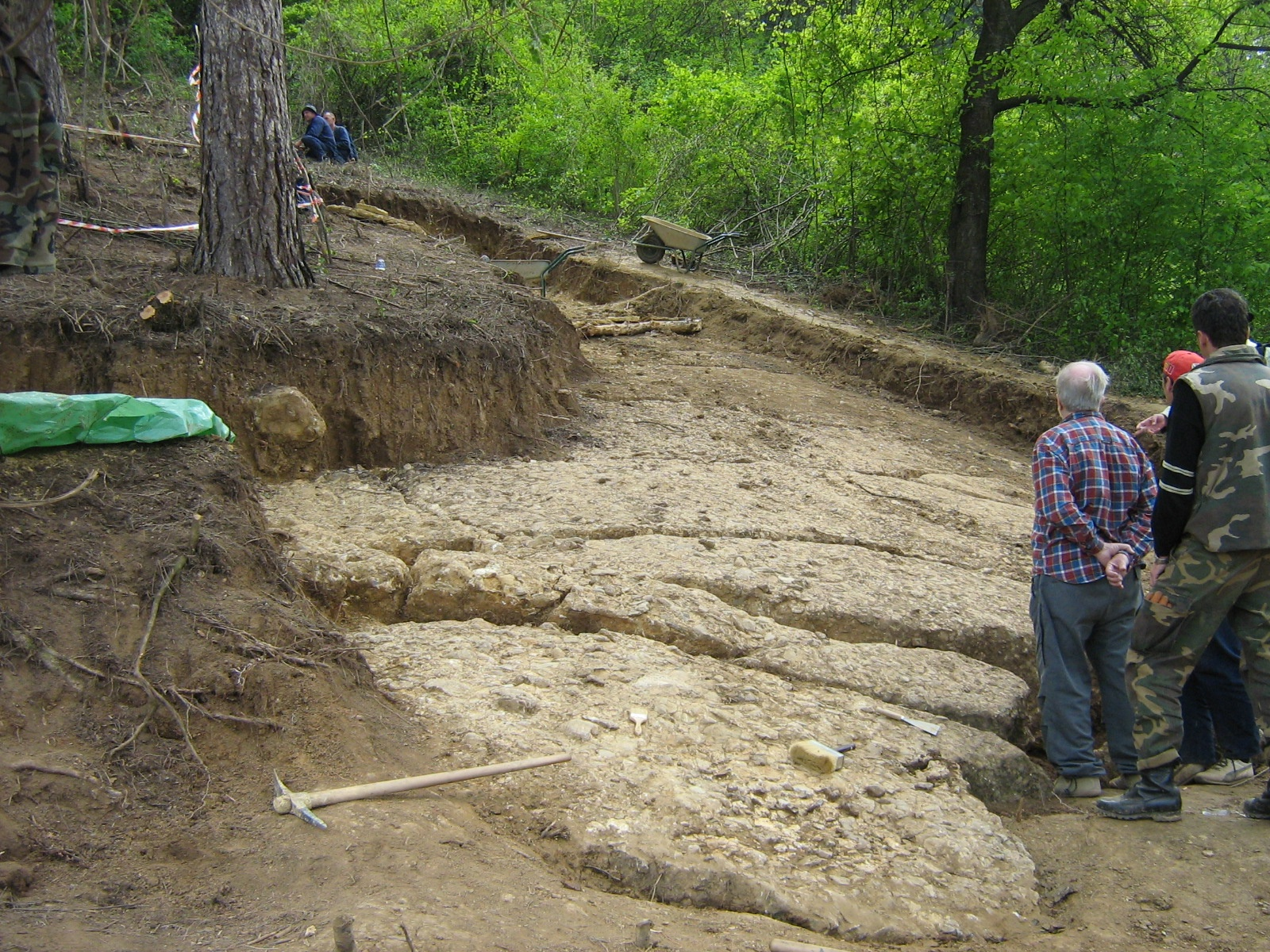
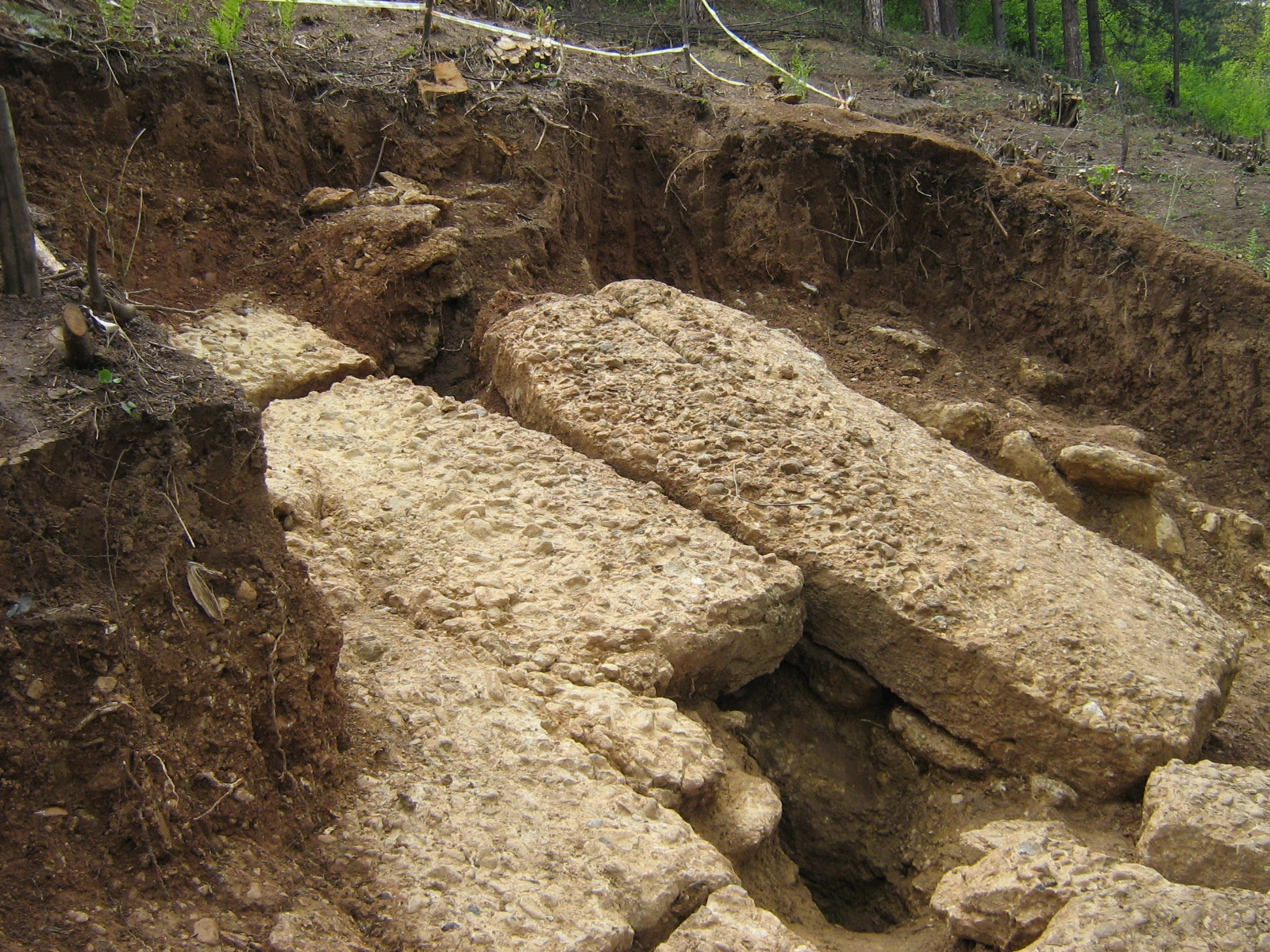
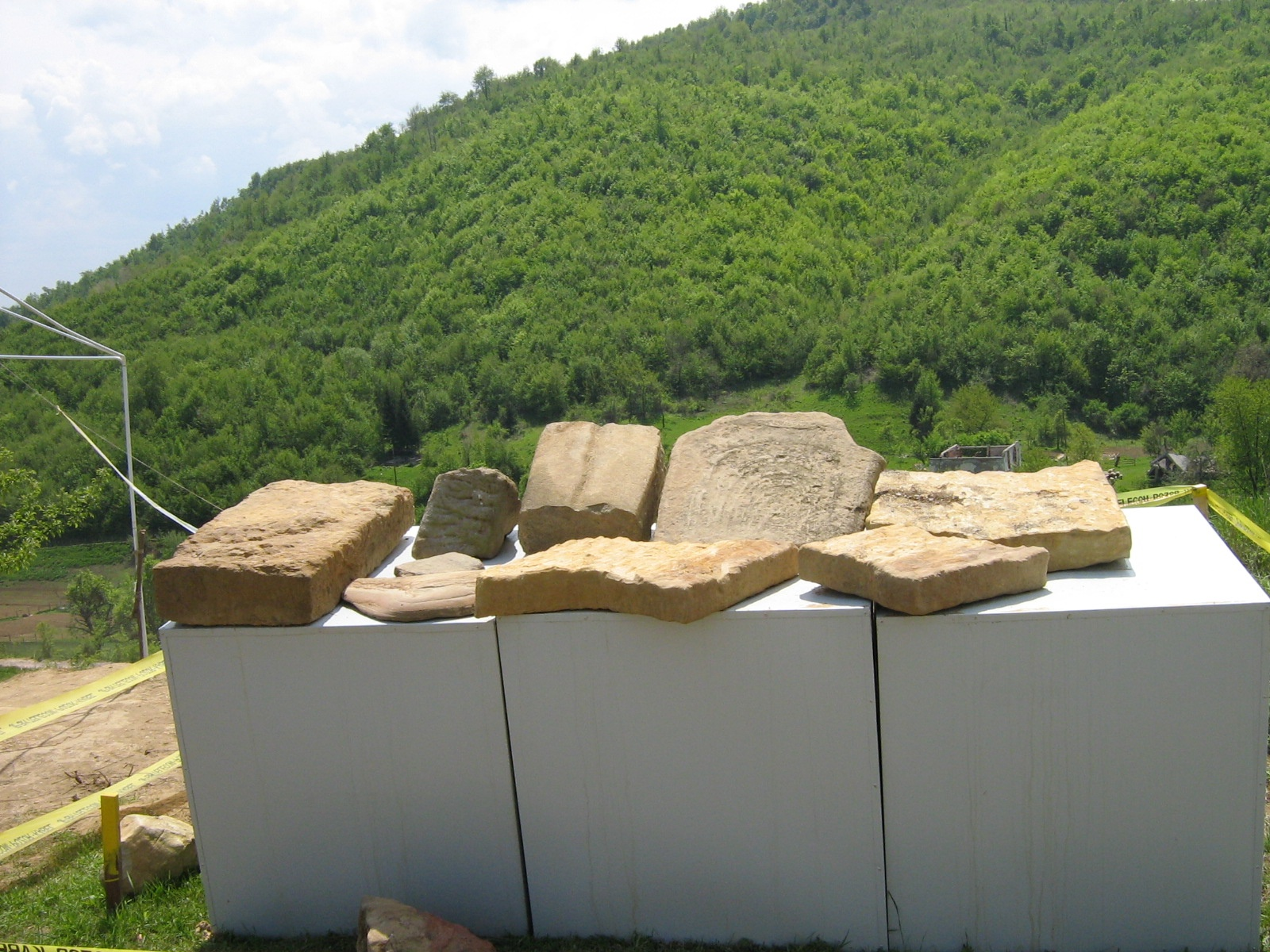

### 「月亮金字塔」
第二座山丘，高190米，覆蓋金字塔的土壤年齡為約六千年。金字塔內隧道裡面的石筍、鐘乳石讓波蘭格利维采的西里西恩科技大學（Silesian University of Technology）實驗室進行測定，顯示結果表明石筍距今5,850年（+/- 75年），鐘乳石有些是3,560年（+/- 65年）。

## 學界闢謠
考古學界證實奧斯馬納吉奇的所謂「研究」不符科學，並批評他在山丘破壞中世紀古城的沙岩石板，將底層鑿成如馬雅金字塔石階。波士尼亞與赫塞哥維納博物館波士尼亞和黑塞哥维那博物館館長阿瑪爾·卡拉普斯（Amar Karapus）說:「當我初次聽聞金字塔就覺得是非常可笑的笑話。我只是不相信世上有人會相信這種事。」賓夕法尼亞州立大學的加勒特·費根（Garrett Fagan）教授則批評奧斯馬納吉奇破壞真正古蹟去做假古蹟。塞拉耶佛大學的恩維爾·伊馬莫維奇（Enver Imamović）擔心奧斯馬納吉奇破壞原先中世紀的古堡遺跡。使得2008年當地政府取消奧斯馬納吉奇的挖掘。
2006年，埃及考古學家札希·哈瓦斯被委託調查維索科的波士尼亞金字塔群，證實所謂的波士尼亞金字塔群只是自然形成的山而根本不是金字塔。
歐洲考古協會調查「金字塔」組成為天然岩石（角礫岩），不像人工建成。圖茲拉大學教授塞弗丁·弗拉巴茨（Sejfudin Vrabac）分析金字塔表面是屬於中新世的碎屑岩。
波士頓大學一位研究史前希臘和巴爾幹的專家柯蒂斯·魯內爾斯（Curtis Runnels）表示在兩萬七千年前到一萬兩千年前巴爾幹是冰封於冰河層下，當時人也缺乏工具和技術建造金字塔。

## 外部連結
- Bosna Piramidi  （页面存档备份，存于）
- BOSANSKA PIRAMIDA SUNCA HRVATSKI  （页面存档备份，存于）